# Karen Meyer
Karen Martha Meyer (10. marts 1911 i København – 30. november 1968) var en dansk skuespiller.
Meyer er datter af Martha Ida Reissemann og Torben Meyer. Hun blev elev hos Albert Luther og blev efterfølgende uddannet på Apolloteatret og Nørrebros Teater. Efterfølgende var hun knyttet til Odense Teater 1937-1941 og senere ved flere scener i København, bl.a. Nygade-Teatret, Riddersalen 1944-1945 og 1945 Allé-Scenen. I 1949 vendte hun tilbage til Odense Teater, hvor hun var til 1950. Fra 1965 optrådte hun som guitarsangerinde og medvirkede i flere kabaretter.

## Filmografi
- I går og i morgen (1945)
- Hr. Petit (1948)
- Det gælder os alle (1949)
- Det sande ansigt (1951)
- Min datter Nelly (1955)